# Pino Cacucci
Pino Cacucci, né le 7 décembre 1955 à Alexandrie, dans le Piémont (Italie), est un écrivain, scénariste et traducteur italien, auteur de plusieurs romans policiers et historiques.

## Biographie
Pino Cacucci, qui passe son enfance et son adolescence à Chiavari, déménage à Bologne en 1975 pour entreprendre des études supérieures à la Faculté de Lettres et de Philosophie de l'université de Bologne. Au début des années 1980, il vit à Paris et à Barcelone. Il voyage ensuite à plusieurs reprises en Amérique latine et surtout au Mexique où il réside pendant de longues périodes.
Il publie de nombreux romans, dont le plus grand nombre appartient au genre policier ou au genre historique, signe quelques biographies dans la presse et déploie également une activité particulièrement intense de traducteur.

## Divers
- Paco Ignacio Taibo II, dont Cacucci est l'ami et le traducteur, lui a dédié un affectueux hommage en le transformant en personnage de son roman Mais tu sais que c'est impossible.
- « Cacucci est un artisan, un constructeur de trames, d'atmosphères et de personnages ». - (Federico Fellini)

## Œuvre

### Romans
- 1990 : Puerto Escondido (Interno Giallo) Publié en français sous le titre Puerto escondido, traduit par Benito Merlino, Paris, Christian Bourgois Éditeur, 1994, 562 p.  (ISBN 2-267-01099-2) ; réédition, Paris, 10/18 coll. « Domaine étranger » no 2812, 1997, 462 p.  (ISBN 2-264-02529-8)
- 1992 : Punti di fuga (Mondadori), roman policier
- 1993 : Forfora (Granata Press)
- 1994 : In ogni caso nessun rimorso (Longanesi), roman historique évoquant la bande à Bonnot Publié en français sous le titre En tout cas, pas de remords, traduit par Benito Merlino, Paris, Christian Bourgois Éditeur, 1999, 436 p.  (ISBN 2-267-01377-0)
- 1996 : Camminando. Incontri con un viandante (Feltrinelli)
- 1999 : Demasiado corazón (Feltrinelli - prix Scerbanenco du roman noir au Festival de Courmayeur) Publié en français sous le titre Demasiado corazón, traduit par Benito Merlino, Paris, Christian Bourgois Éditeur, 2001, 277 p.  (ISBN 2-267-01572-2) ; réédition, Paris, Christian Bourgois Éditeur, coll. « Titres » no 53, 2012, 277 p.  (ISBN 978-2-267-02322-0)
- 2002 : Mastruzzi indaga (Feltrinelli) Publié en français sous le titre Mastruzzi enquête. Petites histoires de Bolonais très civils dans une Bologne incivile et barbarisée, traduit par Benito Merlino, Paris, Christian Bourgois Éditeur, 2003, 136 p.  (ISBN 2-267-01668-0)
- 2003 : Oltretorrente, roman historique sur la lutte entre Italo Balbo et Guido Picelli Publié en français sous le titre Oltretorrente, traduit par Benito Merlino, Paris, Christian Bourgois Éditeur, 2005, 235 p.  (ISBN 2-267-01747-4)
- 2015 : Quelli del San Patricio (Feltrinelli, 2015), roman historique

### Recueils de nouvelles ou articles
- 1988 : Outland rock (Transeuropa) Publié en français sous le titre Outland rock. Cinq thrillers, traduit par Benito Merlino, Paris, Christian Bourgois Éditeur, 1991, 359 p.  (ISBN 2-267-00901-3)
- 1991 : San Isidro Futbòl (Granata Press) Publié en français sous le titre San Isidoro football club, traduit par Jean-Marie Laclavetine et Gérard Lecas, Paris, Éditions Gallimard, coll. « La Noire », 1994, 267 p.  (ISBN 2-07-073692-X)
- 2001 : Ribelli! (Feltrinelli) Publié en français sous le titre Rebelles !, traduit par Benito Merlino, Paris, Christian Bourgois Éditeur, 2003, 259 p.  (ISBN 2-267-01667-2)
- 2008 : Un po' per amore e un po' per rabbia (Feltrinelli), réédité en 2013 sous le titre La memoria non m'inganna Publié en français sous le titre Un peu par amour, un peu par rage, traduit par Benito Merlino, Paris, Christian Bourgois Éditeur, 2018, 512 p.  (ISBN 978-2-267-03066-2)
- 2012 : Nessuno può portarti un fiore (Feltrinelli)
- 2012 : Vagabondaggi (Feltrinelli)

### Nouvelle
- 2002 : Bologna, 11 marzo '77, in Paola Staccioli, In ordine pubblico Publié en français sous le titre Bologne 11 mars 77, dans Cités de la peur, Paris, Gallimard, coll. « Série noire » no 2405, 1995  (ISBN 978-2-070-49588-7)

### Biographies
- 1991 : Tina (Interno Giallo), sur la photographe Tina Modotti Publié en français sous le titre Tina ou La Beauté incendiée, traduit par Pierre Galet, Paris, Éditions Belfond, 1993, 262 p. + 16 pl.  (ISBN 2-7144-3019-8)
- 2005 : Nahui (classé deuxième en 2006 du prix littéraire Fenice-Europa), sur l'artiste Nahui Olin[1],[2] Publié en français sous le titre Nahui, traduit par Benito Merlino, Paris, Christian Bourgois Éditeur, 2008, 199 p.  (ISBN 978-2-267-01952-0)
- 2010 : Viva la vida! (Feltrinelli), sur la peintre Frida Kahlo Publié en français sous le titre Viva la vida!, traduit par Benito Merlino, Paris, Christian Bourgois Éditeur, 2013, 112 p.  (ISBN 978-2-267-02564-4)
- 2013 : Il cileno errante (Feltrinelli), sur l'écrivain Luis Sepúlveda

### Journaux de voyage
- 1992 : La polvere del Messico (Mondadori) Publié en français sous le titre Poussières mexicaines, traduit par Alain Sarrabayrouse, Paris, Éditions Payot et Rivages, 1996, 246 p.  (ISBN 2-228-89055-3) ; réédition, Paris, Payot & Rivages, coll. « Petite bibliothèque Payot : voyageurs » no 307, 2001  (ISBN 2-228-89500-8)
- 2009 : Le balene lo sanno (Feltrinelli) Publié en français sous le titre Ce que savent les baleines, traduit par Lise Chapuis, Paris, Christian Bourgois Éditeur, 2012, 178 p.  (ISBN 978-2-267-02316-9)

### Bandes dessinées
- 2005 : Tobacco (en collaboration avec Gloria Corica et Otto Gabos)
- 2010 : La giustizia siamo noi (Rizzoli), en collaboration avec Otto Gabos

### Autres publications
- 2001 : Gracias México (Feltrinelli)
- 2009 : Sotto il cielo del Messico (Feltrinelli)
- 2012 : Tijuanaland (Feltrinelli)
- 2012 : Campeche (Feltrinelli)
- 2014 : Acapulco (Feltrinelli)
- 2014 : Ferrovie secondarie (Feltrinelli)
- 2014 : Mahahual (Feltrinelli)

## Filmographie
- 1987 : Il commissario Corso, série télévisée de neuf épisodes, réalisée par Gianni Lepre et Alberto Sironi
- 1992 : Puerto Escondido, film italien réalisé par Gabriele Salvatores
- 1995 : Viva San Isidro, film italien réalisé par Alessandro Cappelletti
- 1997 : Nirvana, film italien réalisé par Gabriele Salvatores